# Ђибилмана (Палермо)
Ђибилмана је насеље у Италији у округу Палермо, региону Сицилија.
Према процени из 2011. у насељу је живело 11 становника. Насеље се налази на надморској висини од 795 м.